# Gustave Vaëz
Jean-Nicolas-Gustave Van Nieuwen-Huysen, dit Gustave Vaëz ou Vaes, né le 6 décembre 1812 à Bruxelles et mort le 12 mars 1862 à Paris (9e), est un librettiste et traducteur de livrets d’opéra belge.

## Biographie
Vaëz se livra d’abord à l’étude du droit, fut reçu docteur en droit à l’université de Louvain, mais ne se sentant pas de goût pour le barreau, il se lança dans la carrière dramatique. Il a publié un grand nombre de pièces de théâtre. Ses premières pièces furent jouées à Bruxelles de 1829 à 1834, époque à laquelle il partit pour Paris, où il devint le collaborateur assidu d'Alphonse Royer. On doit aux deux auteurs les livrets, originaux ou traduits, des opéras Lucia di Lammermoor, la Favorite, Othello, Don Pasquale, Jérusalem, Robert Bruce.
Il fut directeur-adjoint du théâtre de l'Odéon, puis de l’Opéra de Paris.